# Middle East Council of Churches
Der Middle East Council of Churches (MECC; arabisch مجلس كنائس الشرق الأوسط, DMG Maǧlis Kanāʾis aš-Šarq al-Ausaṭ), „Kirchenrat des Mittleren Ostens“, ist ein Zusammenschluss christlicher Kirchen im Nahen und Mittleren Osten sowie in Nordafrika zum Zweck der ökumenischen Kooperation. Der Dialog mit der meist muslimischen Mehrheitsgesellschaft und der Kontakt mit den christlichen Kirchen weltweit sind weitere Schwerpunkte. Die 27 Mitgliedskirchen sind in 12 Staaten vertreten und repräsentieren 14 Millionen Christen. Der Hauptsitz der Organisation ist in Beirut.
Der MECC ist assoziiertes Mitglied im Ökumenischen Rat der Kirchen.

## Geschichte
Aus der Kooperation protestantischer Kirchen im Nahen Osten ging 1962 der Near East Christian Council hervor. Zu diesem Zeitpunkt bestanden bereits informelle Kontakte zu orthodoxen Kirchen, die 1964 offiziellen Charakter annahmen. 
1974 fand nach zweijähriger Vorbereitung die Gründungsversammlung des Middle East Council of Churches in Nikosia statt. Dabei verstanden sich die Anwesenden als Mitglieder mehrerer „Kirchenfamilien“: der evangelischen, der östlich-orthodoxen und der orientalisch-orthodoxen Kirchenfamilie. 1990 kam die katholische Kirchenfamilie hinzu. Somit gibt es vier Kirchenfamilien im MECC, die zu gleichen Anteilen in der Generalversammlung und den Leitungsgremien repräsentiert sind. 
Im September 2020 wählte das Exekutivkomitee des MECC Michel Abs zum neuen Generalsekretär. Seine Amtszeit beträgt vier Jahre. Abs, ein östlich-orthodoxer Christ (Griechisch-orthodoxes Patriarchat von Antiochien) ist Wirtschaftswissenschaftler und Soziologe.

## Mitgliedskirchen
orientalisch-orthodox
- Koptisch-orthodoxe Kirche
- Syrisch-Orthodoxe Kirche von Antiochien
- Armenische Apostolische Kirche (Katholikat von Kilikien)

östlich-orthodox
- Griechisch-Orthodoxes Patriarchat von Alexandria
- Griechisch-Orthodoxes Patriarchat von Antiochien
- Griechisches Patriarchat von Jerusalem
- Griechisch-Orthodoxe Kirche von Zypern

evangelisch
- Nilsynode der Evangelischen Kirche
- Vereinigung der Armenischen Evangelischen Kirchen im Nahen Osten
- Nationale Evangelische Synode in Syrien und Libanon
- Nationale Evangelische Union im Libanon
- Episkopalkirche von Jerusalem und dem Nahen Osten
- Evangelisch-Lutherische Kirche in Jordanien und im Heiligen Land
- Nationale Evangelische Kirche in Kuwait
- Evangelische Kirche im Sudan
- Evangelisch-Presbyterianische Kirche in Iran
- Presbyterianische Kirche im Sudan
- Episkopalkirche im Sudan
- Protestantische Kirche in Algerien
- Methodistische Kirche in Tunesien

katholisch
- Syrisch-Maronitische Kirche von Antiochien
- Melkitische Griechisch-katholische Kirche
- Chaldäisch-katholische Kirche
- Syrisch-katholische Kirche
- Koptisch-katholische Kirche
- Armenisch-katholische Kirche
- Lateinisches Patriarchat von Jerusalem